# Ängagöl (Fagerhults socken, Småland)
Ängagöl är en sjö i Högsby kommun i Småland och ingår i Emåns huvudavrinningsområde.